# Стори (Вайоминг)
Стори (англ. Story) — статистически обособленная местность в округе Шеридан, штат Вайоминг, США.

## География
По данным Бюро переписи населения США, статистически обособленная местность Стори имеет общую площадь в 35,48 квадратных километров, водных ресурсов в черте населённого пункта не имеется.
Статистически обособленная местность Стори расположена на высоте 1535 метров над уровнем моря.

## Демография
По данным переписи населения 2000 года, в Стори проживало 887 человек, 272 семьи, насчитывалось 420 домашних хозяйств и 667 жилых домов. Средняя плотность населения составляла около 24,9 человек на один квадратный километр. Расовый состав Стори по данным переписи распределился следующим образом: 98,87 % — белых, 0,11 % — чёрных или афроамериканцев, 0,34 % — коренных американцев, 0,23 % — азиатов, 0,23 % — представителей смешанных рас, 0,23 % — других народностей. Испаноговорящие составили 1,35 % от всех жителей статистически обособленной местности.
Из 420 домашних хозяйств в 20,5 % — воспитывали детей в возрасте до 18 лет, 57,1 % представляли собой совместно проживающие супружеские пары, в 4,3 % семей женщины проживали без мужей, 35,2 % не имели семей. 30,0 % от общего числа семей на момент переписи жили самостоятельно, при этом 13,1 % составили одинокие пожилые люди в возрасте 65 лет и старше. Средний размер домашнего хозяйства составил 2,11 человек, а средний размер семьи — 2,56 человек.
Население статистически обособленной местности по возрастному диапазону по данным переписи 2000 года распределилось следующим образом: 17,4 % — жители младше 18 лет, 4,2 % — между 18 и 24 годами, 21,2 % — от 25 до 44 лет, 34,9 % — от 45 до 64 лет и 22,3 % — в возрасте 65 лет и старше. Средний возраст жителей составил 48 лет. На каждые 100 женщин в Стори приходилось 109,2 мужчин, при этом на каждые сто женщин 18 лет и старше приходилось 103,0 мужчин также старше 18 лет.
Средний доход на одно домашнее хозяйство в статистически обособленной местности составил 33 125 долларов США, а средний доход на одну семью — 45 000 долларов. При этом мужчины имели средний доход в 29 028 долларов США в год против 23 958 долларов среднегодового дохода у женщин. Доход на душу населения в статистически обособленной местности составил 20 053 доллара в год. 12,1 % от всего числа семей в округе и 15,3 % от всей численности населения находилось на момент переписи населения за чертой бедности, при этом 18,6 % из них были моложе 18 лет и 11,5 % — в возрасте 65 лет и старше.